# 蒲蒲線
蒲蒲線（かまかません）もしくは新空港線（しんくうこうせん）は、東京都大田区内で約800メートル離れている東急電鉄（東急）の蒲田駅（以降「東急蒲田駅」と呼称）と、京浜急行電鉄（京急）の京急蒲田駅とを結ぶ鉄道路線計画。

## 概要
東急多摩川線、池上線、JR京浜東北線が接続する蒲田駅と、京急本線から京急空港線が分岐する京急蒲田駅は、東西におよそ800メートル離れて位置している。京急蒲田駅を起点とする京急空港線は東京国際空港（羽田空港）へのアクセス路線であり、この2駅が離れていることは空港利用者の移動にとってネックとなっている。そのため、この2駅間および東急多摩川線と京急空港線をつなぐことで移動やアクセスを便利にし、まちのにぎわいや地域の活性化につなげる。
他の鉄道事業者との相互直通運転も多い東急線と京急空港線とを結ぶことで、羽田空港と首都圏北西部、さらには相互直通運転により結ばれる埼玉県方面を往来しやすくする空港連絡鉄道の役割を担うとともに、大田区内の東西移動を便利にする狙いもある。東急多摩川線の矢口渡駅 - 蒲田駅間を地下化し、さらに東へ京急蒲田駅付近へ達する線路を新設し、令和20年代前半（2038年以降）ごろの開業をめざしている。
大田区は2022年（令和4年）9月20日、事業推進のために第三セクター設立で東急と協定を締結し、同年10月14日に整備主体として羽田エアポートライン株式会社が設立された。

## 計画
全体計画としては東急多摩川線矢口渡駅付近から、現在の東急蒲田駅・京急蒲田駅付近の地下を経由し、京急空港線大鳥居駅に至る。現在の東急蒲田駅・京急蒲田駅の地下には東急東横線からの列車乗り入れにも対応する新たな地下駅を計画している。
東急多摩川線は狭軌（1067mm）、京急空港線は標準軌（1435mm）と軌間が異なるため、両線の接続方法が問題となるが、2015年（平成27年）1月19日に行われた「新空港線「蒲蒲線」整備促進区民協議会」で大田区が示した案（新大田区案）では次のようになっていた。
- 第一期：矢口渡駅 - 京急蒲田地下駅（以降「蒲田新駅（仮称）」と呼称）間を狭軌複線で建設、東急多摩川線の全列車乗り入れ（多摩川駅 - 蒲田新駅（仮称）間で運行）。
- 第二期：蒲田新駅（仮称） - 大鳥居駅間を標準軌単線で建設、途中軌道変換装置を設け、軌間可変電車（フリーゲージトレイン）によって東京メトロ副都心線や東急東横線・目黒線方面からの直通列車を東急多摩川線経由で運転。

東急蒲田駅東口にある、現在は大田区役所庁舎となっている建物の西端の地下には、トンネルは掘られていないものの鉄道トンネルを建設するための用地が確保されており、そのための用地であることが建物図面にも表記されている。
大田区によると、2007年（平成19年）10月に国、東京都、大田区、東急、京急による勉強会を立ち上げたところ、都以外は前向きな姿勢を示したとされる。また、東急は2011年（平成23年）11月15日までに投資家への説明において蒲蒲線建設検討を発表、国などに支援を求める計画を明らかにしている。
2016年（平成28年）4月20日、国土交通省の交通政策審議会が公表した交通政策審議会答申第198号では、第一期区間については「矢口渡から京急蒲田までの先行整備により、京浜東北線、東急多摩川線及び東急池上線の蒲田駅と京急蒲田駅間のミッシングリンクを解消し、早期の事業効果の発現が可能」「矢口渡から京急蒲田までの事業計画の検討は進んでおり、事業化に向けて関係地方公共団体・鉄道事業者等において、費用負担のあり方等について合意形成を進めるべき」としている一方、第二期区間については「大鳥居までの整備については、軌間が異なる路線間の接続方法等の課題があり、さらなる検討が行われることを期待」という表現にとどまっている。
2017年（平成29年）3月28日、大田区は矢口渡駅 - 蒲田新駅（仮称）間の事業費を試算した結果、1260億円になると整備促進区民協議会にて公表し、費用便益比は1.5で事業推進の目安である1を上回り、開業後は羽田空港までの所要時間が田園調布駅からは30分で従来よりも20分の短縮、中目黒駅からは37分で従来よりも11分の短縮可能としている。累積資金収支は31年かけて黒字化する見込み。この試算結果を踏まえて関係者に事業実現を促している。新大田区案では、事業化する場合の組織体制は線路・トンネルの鉄道施設を整備する主体と電車を運行する主体を切り離す上下分離方式を採用する予定で、営業主体は東急電鉄を想定している。
東京都では、2018年度（平成30年度）予算案において、東京メトロ株式の配当を原資とした「鉄道新線建設等準備基金」を創設し、当線を含む6路線の事業化を検討するとしている。
2022年（令和4年）6月、東京都と大田区は事業費負担の自治体分について、東京都が3割、大田区が7割を負担することで合意した。この時点での開業予定（第1期分）は2030年代後半となっている。同年9月20日、大田区と東急電鉄は新空港線整備に向けて第三セクター設立の協定を締結。設立時の出資金は2億9500万円で、大田区が61%（1億8000万円）、東急が39%（1億1500万円）を出資し、同年10月14日に羽田エアポートライン株式会社が設立された。
2025年（令和7年）1月17日、羽田エアポートラインは都市鉄道等利便増進法に基づく整備構想の認定を、東急は同法に基づく営業構想の認定を、国土交通省にそれぞれ申請し、同年4月4日に認定を共に受けた。
2025年8月1日、羽田エアポートラインと東急電鉄は、都市鉄道等利便増進法に基づき、4月4日に認定を受けた整備構想・営業構想に沿って速達性向上計画の認定を国土交通省に申請した。

### 第一期の計画詳細
出典:
第一期（矢口渡駅 - 蒲田新駅（仮称）間）は、2025年8月1日時点で令和20年代前半（2038年以降）の運行開始を目指しており、整備費用は約1248億円、整備開始予定年月は2025年10月、整備終了予定年月は2042年3月とされている。羽田エアポートラインが第三種鉄道事業者として設備を整備・保有し、東急電鉄が第二種鉄道事業者として使用・営業を行う予定。
路線の起点は東急多摩川線矢口渡駅 - 蒲田駅間、終点は京急蒲田駅付近とし、東急の蒲田駅を経由する。営業キロは蒲田駅 - 蒲田新駅（仮称）間の0.8km、軌間は1067 mm（狭軌）の普通鉄道となる予定。運賃は東急電鉄の運賃体系を基本としつつ、蒲田駅 - 蒲田新駅（仮称）間には加算運賃を設定する。
蒲田駅 - 蒲田新駅（仮称）間の運行頻度は朝最混雑時間帯に毎時20本程度、それ以外の時間帯に毎時10本程度が予定されている。車両は東急多摩川線・新空港線内用の3両編成と東横線直通用の8両編成が使用され、東横線直通列車はプラットホームの長さの関係から東急多摩川線内は多摩川駅・下丸子駅・蒲田駅のみに停車する予定。
なお、本計画とあわせて、多摩川駅東急多摩川線ホームおよび下丸子駅のホーム延長（8両対応化）、東急蒲田駅付近における東急多摩川線と池上線との連絡線の整備、車両留置施設の整備、鉄道電気施設の整備もあわせて行われる予定。車両留置施設は車両数の増加に備えて行うものだが、整備場所はまだ決まっていない。

## 年表
- 1987年（昭和62年）：大田区による調査開始[29] 。
- 1989年（平成元年）：大田区が『大田区東西鉄道網整備調査報告書』を発表[30]。
- 2000年（平成12年）1月：運輸政策審議会答申第18号の中で、「京浜急行電鉄空港線と東京急行電鉄目蒲線を短絡する路線の新設」として、目標年次（2015年（平成27年））までに整備着手することが適当である路線に位置づけられる[31]。
- 2005年（平成17年）10月：整備促進のための区民組織として、区内自治会・町会、商工団体などからなる「大田区蒲蒲線整備促進区民協議会」が発足[32][29]。
- 2006年（平成18年）1月：大田区が『大田区東西鉄道「蒲蒲線」整備計画素案』をまとめる[30]。
- 2007年（平成19年）10月：国、東京都、大田区、東急、京急による勉強会が発足。
- 2011年（平成23年）11月：事業主体の一つになることが予想される東急電鉄が投資家へ構想を発表。
- 2015年（平成27年）
  - 1月：大田区が東京オリンピックが開催される2020年に照準を合わせ、前述の新大田区案に基づき蒲蒲線（第一期）の暫定開業を図る方針であることを明らかにした[33]。
  - 7月：東京都は『広域交通ネットワーク計画について≪交通政策審議会答申に向けた検討のまとめ≫』[17]を公表、蒲蒲線は「整備について検討すべき路線」とされた。
- 2016年（平成28年）4月：交通政策審議会答申第198号[14]で、「国際競争力の強化に資する鉄道ネットワークのプロジェクト」として取り上げられた[15]。
- 2017年（平成29年）3月28日：大田区が整備促進区民協議会で矢口渡駅 - 京急蒲田駅間の事業費の試算結果を公表し、鉄道施設保有と車両運行主体を分ける上下分離方式を採用し、整備主体となる第三セクターの創立を2017年度中に検討すると発表[15]。
- 2018年（平成30年）1月26日：東京都が2018年度（平成30年度）予算案を発表し、「鉄道新線建設等準備基金」の創設と共に、今後の事業化を検討する対象となる6路線を公表。蒲田駅 - 蒲田新駅（仮称）間が検討対象に含まれた[18]。
- 2022年（令和4年）10月14日：整備主体となる第三セクターとして、大田区と東急電鉄の出資で羽田エアポートライン株式会社が設立[7][8]。
- 2024年（令和6年）8月27日：国土交通省が2025年度（令和7年度）予算案の概算要求で、整備主体の第三セクターが東急矢口渡駅から京急蒲田駅までの1.7km区間（第1期区間）の調査や設計にあたるための3000万円の補助金を要求した[34]。
- 2025年（令和7年）4月4日：国土交通省から、都市鉄道等利便増進法に基づく整備構想、営業構想（共に1月17日申請）の認定を受ける[23]。

## 過去に検討されていたルート

### 大東急による連絡線計画
大東急（現在の小田急電鉄、京王電鉄、京浜急行電鉄、相模鉄道の路線を含んでいた時代の東京急行電鉄）時代にも、戦後復興策の一環として目蒲線蒲田駅と品川線京浜蒲田駅を連絡線を敷設して結合する計画が浮上したが、まもなく大東急が分割されたため、この計画は自然消滅した（これは現在の計画とは直接的な関係はない）。

### 都市鉄道調査案
1999年度（平成11年度）から2000年度（平成12年度）にかけて、運輸省（のちに国土交通省）が行った「都市鉄道調査」では、「営団13号線（現：東京メトロ副都心線）と東急東横線、東急目蒲線（現：目黒線・東急多摩川線）と京急空港線の接続」が調査対象となった。
新空港線については以下の3ケースについて検討を行ったが、当時の建設費補助の仕組みでは採算を取ることは不可能という結論であった。なお、以下にある目蒲線は現在の東急多摩川線を指す。
- ケース1：矢口渡駅 - 東急蒲田駅 - 京急蒲田駅 - 糀谷駅 - 大鳥居駅（4.1キロメートル）
  - 全線狭軌複線で建設、矢口渡駅と東急蒲田駅地上ホーム（3面2線に縮小）との間は池上線との連絡線として単線で残す（すなわち池上線と東急多摩川線を分離する）。
  - 13号線からの直通列車（毎時3本を想定、他2ケースも同じ）に加えて、目蒲線全列車（毎時9本を想定）乗り入れ（東急多摩川線を大幅に改良し、18メートル車両4両編成対応を20メートル車両10両編成に拡大予定）。
  - 大鳥居駅を島式ホーム2面4線に改築、京急空港線と同一ホームで接続、大鳥居駅の東方に引き上げ線を設ける。
- ケース2：矢口渡駅 - 大鳥居駅（3.4キロメートル）
  - 途中駅は設けず、単線での整備も考慮。大鳥居駅は京急空港線と別に島式ホームを設置。
  - 13号線からの直通列車のみ乗り入れ、目蒲線普通列車は従来通り地上ホーム発着。
- ケース3：矢口渡駅 - 京急蒲田駅（1.8キロメートル）
  - 途中駅は設けず、単線での整備も考慮
  - 13号線からの直通列車のみ乗り入れ、目蒲線普通列車は従来通り地上ホーム発着。

なお、2000年（平成12年）1月に運輸省の運輸政策審議会が公表した運輸政策審議会答申第18号では、蒲田駅 - 京急蒲田駅 - 大鳥居駅として、大鳥居駅で京急空港線と接続（乗換）、蒲田駅で目蒲線と相互直通運転を行う旨が表記されている。

### 大田区案
2002年度（平成14年度）から2004年度（平成16年度）まで大田区が行った整備調査による案であり、2011年（平成23年）に発表された『新空港線「蒲蒲線」整備調査のとりまとめ』でも踏襲されている。
2003年度（平成15年度）から2004年度（平成16年度）にかけて、国土交通省による『鉄道整備等基礎調査「鉄道整備における新たな整備方式に関する調査」』で、上下分離方式のケーススタディーとして取り上げられた。この調査では、無償化資金50%で30年以内での資金収支黒字化が実現可能と結論付けられている。
- 矢口渡駅 - 東急蒲田駅  - 京急蒲田駅付近（新蒲田駅、南蒲田駅）- 大鳥居駅間（2.7キロメートル）
  - 全線単線で建設、矢口渡駅 - 東急蒲田駅間は狭軌、東急蒲田駅 - 大鳥居駅間は標準軌として、東急蒲田駅で乗り換え。

しかし、単線かつ東急蒲田駅は狭軌・標準軌が1線ずつという構造となるため、東急多摩川線の全列車が地下駅に乗り入れられない。蒲田駅の移動が複雑になる上、用地買収に時間を要し、早期整備が難しいという問題点があり、東急多摩川線を地下に集約することで移動の煩雑さを解消し、かつ地下化により用地買収箇所を削減できるとする前述の新大田区案に移行した。

## 本計画の課題
本計画実現には以下に挙げるような課題がある。今後、計画具体化するまでにこれらの課題解消が必要となる。
- 軌間が異なり直通が困難（東急は狭軌、京急は標準軌）。前述の通り第二期ではフリーゲージトレインの採用も検討されているものの、実用化の目処が立っていない（「軌間可変電車」を参照）。
- 直通する際、現状の駅のプラットホームの長さが東急多摩川線は京急空港線に比べ短い。
- 短い路線のため、既存の補助制度では単独線としての事業採算性が期待できないことや、整備事業者と他の事業者との調整が困難[40]。ただし、大田区は都市鉄道等利便増進法の制定でこれらの問題が解決されたとしている[41]。
- 地上が建物密集地のために全線地下線とせざるを得ず、建設費が高額になる[40]。
- 2011年（平成23年）の大田区長選挙（第17回統一地方選挙）では、羽田空港再国際化が地元活性化に繋がっていない、または蒲田は単なる通過点だとして、新空港線計画中止を公約に掲げた候補者が現れた[42]。
- 東京都は、羽田空港のアクセス路線として東日本旅客鉄道（JR東日本）が計画している羽田空港アクセス線（田町駅付近・大井町駅付近・東京テレポート駅 - 羽田空港）をより高く評価し、2015年（平成27年）7月10日に公表された『広域交通ネットワーク計画について≪交通政策審議会答申に向けた検討のまとめ≫』[17]において、「整備について優先的に検討すべき路線」としている。羽田空港アクセス線と新空港線の両方を整備した場合、新空港線の収支採算性の確保に課題があるという試算結果を出している。2017年（平成29年）3月の協議会でも答申された[15]。ただし、2018年（平成30年）に蒲田駅 - 蒲田新駅（仮称）間について事業化を検討する対象路線に挙げている。
- 京急は「東京都がどう判断するかを待ちたい」と静観の構えだが、新空港線開通で京急本線の乗客を減らすと見ており、建設促進に積極的な東急と一線を画している。京急蒲田駅周辺で約1892億円（うち国と東京都、大田区が約1534億円出資）をかけて高架工事を進めていた2012年（平成24年）には、「まずは目の前の工事で手いっぱい。先のことを考える余裕はない」としていた[43]。
- 従来の矢口渡駅 - 大鳥居駅間の総事業費が1080億円と試算されていたが、2017年（平成29年）3月の試算では矢口渡駅 - 蒲田新駅（仮称）間に限って行ったものの資材価格・人件費の上昇で事業費が上方修正された。さらに事業費が膨らめば費用便益比がさらに低下する可能性があり、国や鉄道事業者を含めた関係者との合意にも影響する[15]。

## かつて存在した「蒲蒲連絡線」
第二次世界大戦後に、日本を占領下に置いた連合国軍の主力であるアメリカ軍が接収した羽田空港への物資輸送用として、国鉄蒲田駅から京急空港線（当時は東急穴守線）に乗り入れる通称「蒲蒲連絡線」が存在した。1945年（昭和20年）9月、京浜蒲田駅（現在の京急蒲田駅）より先は従来の上り線を撤去し、代わりに1067ミリメートル軌間の線路が敷設され、国鉄の運行によるアメリカ軍の貨物輸送が1952年（昭和27年）11月まで行われていた。国鉄蒲田駅と京浜蒲田駅の間には小規模の操車場も設置されていた。箱根駅伝の京浜蒲田駅付近の記録映像に、現在の国道15号を電気機関車が横切る姿が残されている。いずれも現在は撤去され、連絡線跡地は道路などに転用されている。
2022年（令和4年）10月、この軍用線（羽田航空基地側線）をモチーフとして、美術家の大洲大作による個展「Logistics / Rotations」が路線跡の道路を舞台に、大田区と大田区文化振興協会の主催で開催されている。